# Université de Kisangani
 (août 2016).
Si vous disposez d'ouvrages ou d'articles de référence ou si vous connaissez des sites web de qualité traitant du thème abordé ici, merci de compléter l'article en donnant les références utiles à sa vérifiabilité et en les liant à la section « Notes et références ».
 (mars 2016).
L'université de Kisangani, en sigle UNIKIS, est une université publique de la république démocratique du Congo, située à Kisangani dans la province de la Tshopo.
Elle a été fondée en 1963, ce qui en fait la troisième université publique du pays, après l'université de Kinshasa (1954) et celle de Lubumbashi (1955).
Un monde plein de surprises

## Histoire
L'université fut fondée en 1963 et reconnue officiellement en 1964, à l’initiative des missionnaires protestants.
Elle s'appela successivement université libre du Congo (1963-1970), université nationale du Zaïre / Campus de Kisangani (1971-1980) et finalement université de Kisangani (1981 à nos jours).
L'université de Kisangani (UNIKIS) a été créée par l’ordonnance-loi no 81-144 du 3 octobre 1981, et gérée par l’État congolais. L'université a un statut d'établissement public d'enseignement universitaire à caractère scientifique jouissant d'une personnalité juridique et soumis à la tutelle du ministère de l'Enseignement supérieur et universitaire.

## Situation géographique

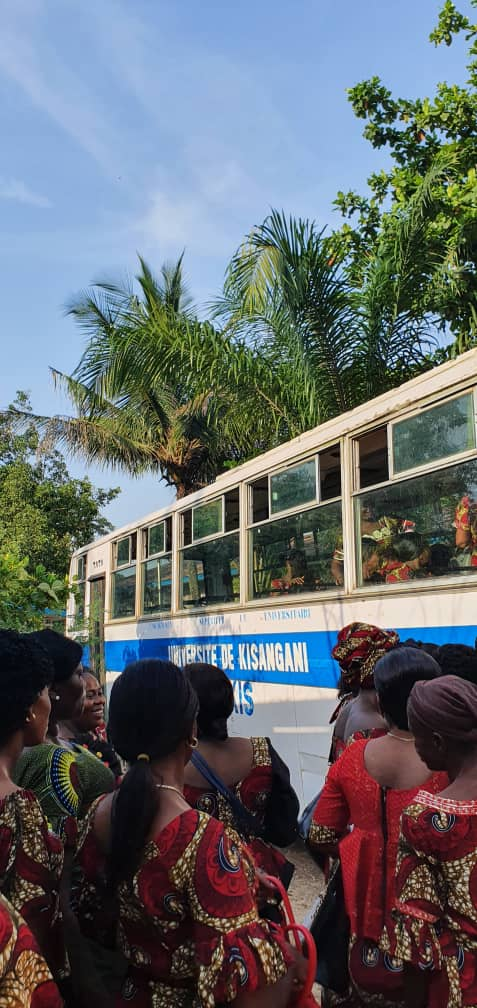
Bus de l'université.

L’université de Kisangani se situe à l’Est de la république démocratique du Congo, dans la province de la Tshopo, dans son chef-lieu Kisangani, précisément dans la commune de Makiso.
Érigée sur une surface d’environ 132 hectares, l’université de Kisangani est à un kilomètre du centre-ville du côté Ouest et à une centaine de mètres au nord du fleuve Congo. Elle est considérée comme troisième université du pays après l’université de Kinshasa et l'université de Lubumbashi[réf. nécessaire].

## Mission
Comme les deux autres universités d’État que les réformateurs de 1981 ont aussi érigé en établissements publics, Les deux missions assignées à l'université sont la formation des cadres de conception dans des domaines divers et la recherche scientifique fondamentale et appliquée, orientée vers la solution des problèmes spécifiques de la république démocratique du Congo.

## Facultés et écoles

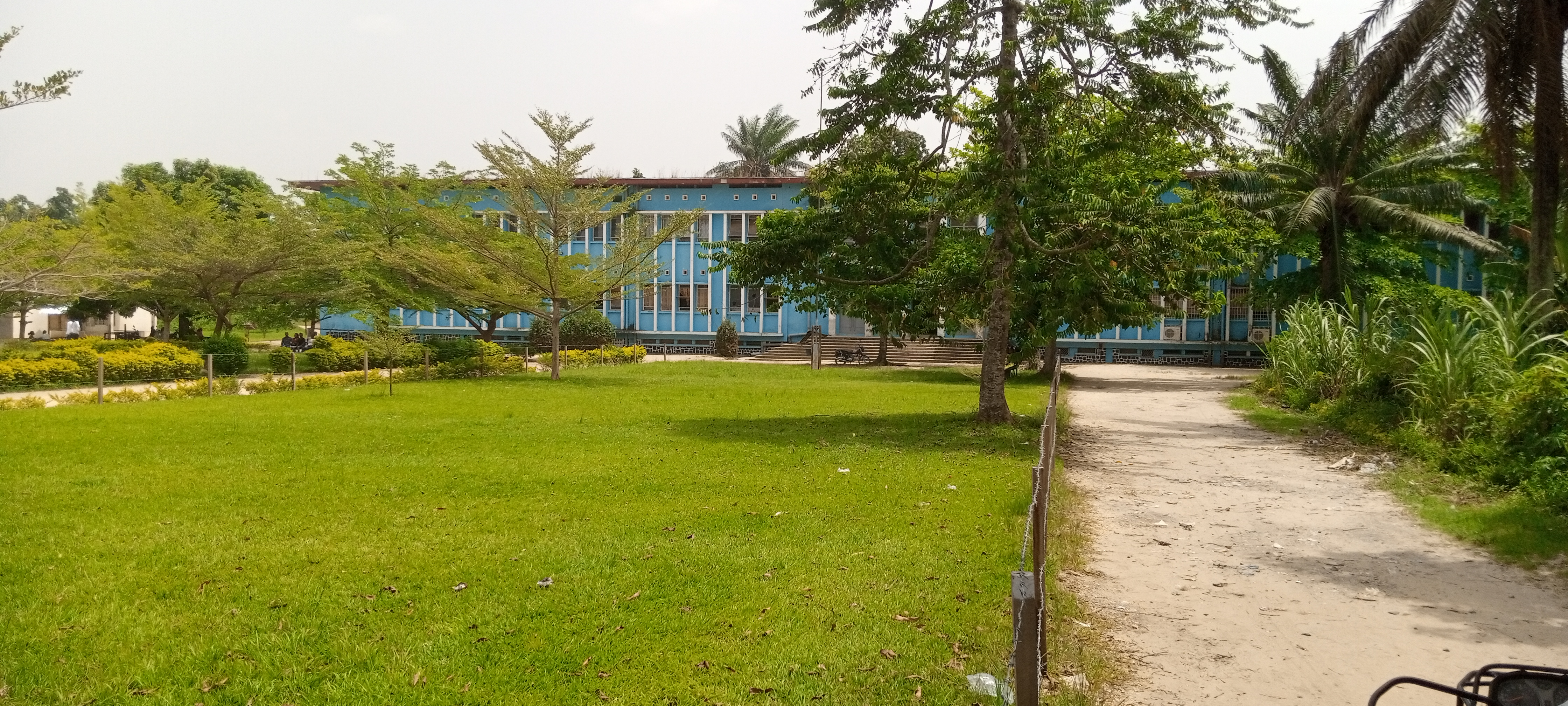
Faculté de médecine.

## Centres de recherche
L'université de Kisangani dispose de différents centres de recherches: le Centre de recherche interdisciplinaire pour le développement de l'éducation (CRIDE), l'Institut de recherches sociales appliquées (IRSA), le Centre de surveillance de la biodiversité (CSB).

## Revues scientifiques
- Revue congolaise de psychologie et de pédagogie
- Kisangani Médical
- La Revue de l'IRSA
- Les Cahiers du CRIDE
- Annales de la faculté des sciences
- Annales de la faculté des lettres et sciences humaines
- Annales de bibliothéconomie

## Vie estudiantine

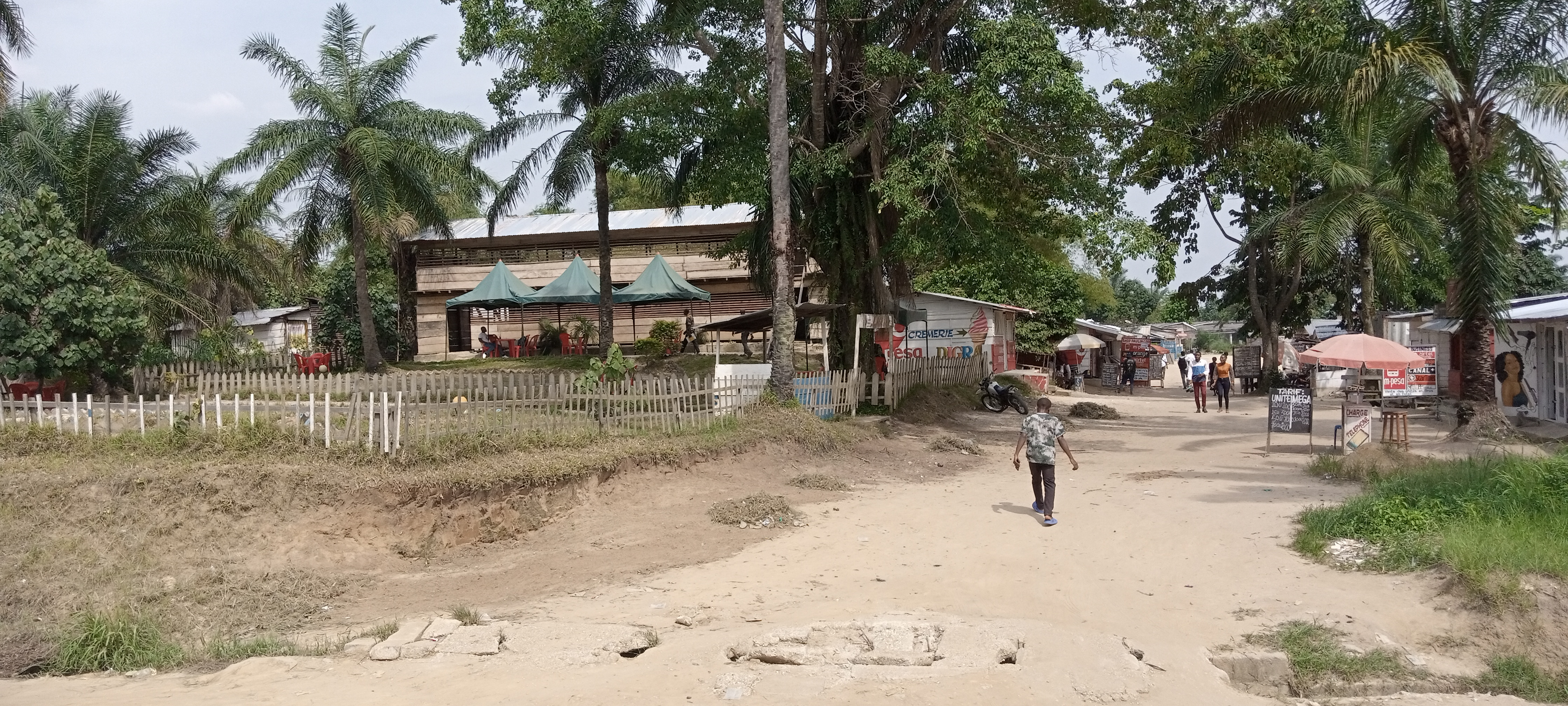
Cité Toengao sur le campus.

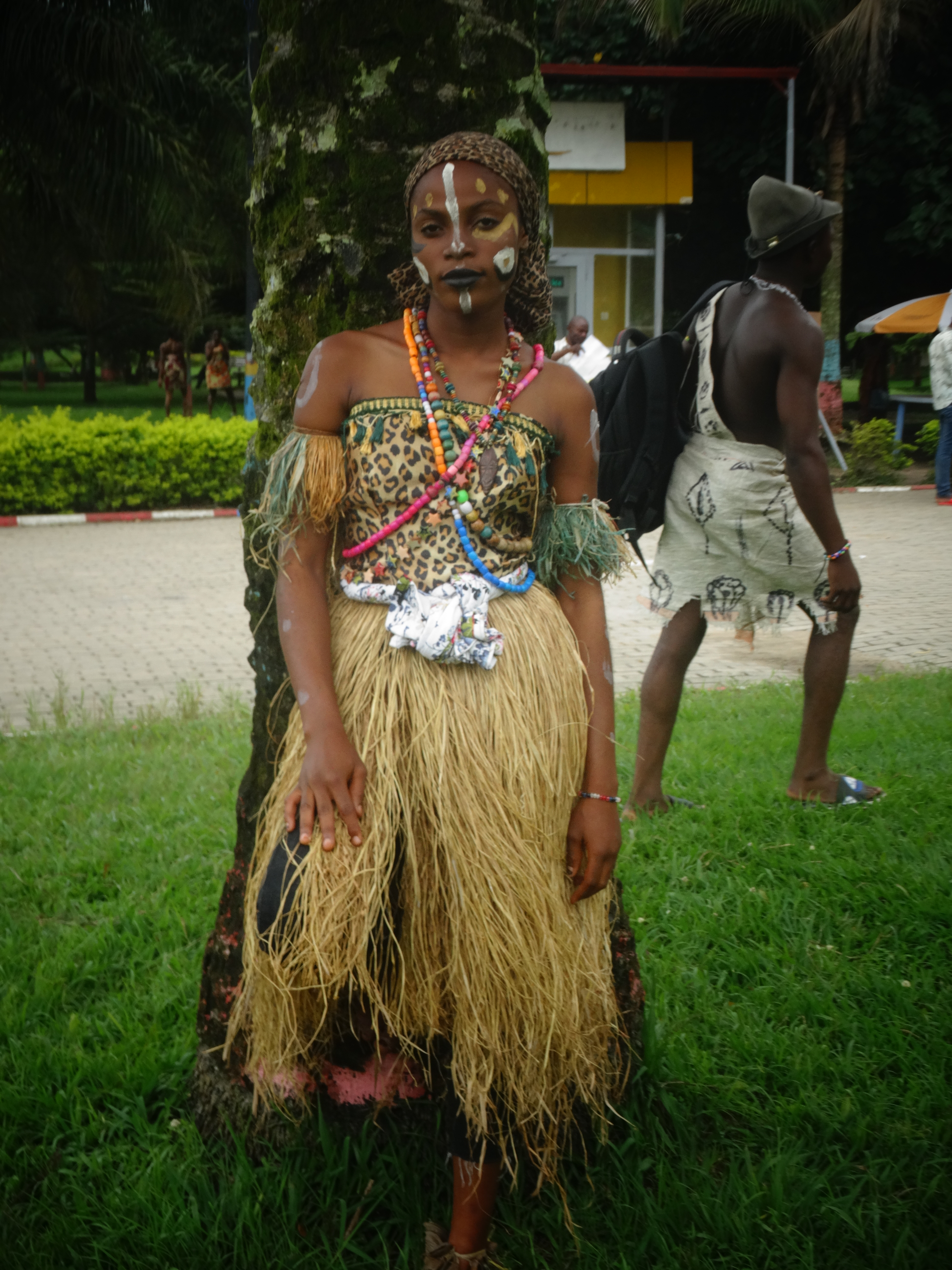
Étudiante en tenue traditionnelle lors d'une exposition culturelle.

## Entités
L'université de Kisangani compte différentes entités y étant rattaché, les Cliniques Universitaires de Kisangani (CUK), le Centre de Santé de l'Unikis, le Groupe scolaire de l'Unikis et l'Institut des techniques médicales de l'Unikis (ITM/UNIKIS)

## Organigramme de l'université
Le comité de gestion de l'université de Kisangani présente un recteur chargé de la gestion et direction générale de l'Université, un Secrétaire général académique qui coordonne les activités académiques et s'occupe de la documentation scientifique et des bibliothèques universitaires, un Secrétaire général administratif qui supervise les services administratifs et techniques est un Administrateur de budget qui s'occupe de toutes les finances de l'université et gère tout son patrimoine.

## Anciens recteurs
Les anciens recteurs de l'université de Kisangani depuis sa création :
| Titre   | Noms                        | Mandat               | Domaine     | Commentaire                                                                  |
| ------- | --------------------------- | -------------------- | ----------- | ---------------------------------------------------------------------------- |
| Dr      | Robert James Decker         | 1963 - 1965 (2 ans)  |             |                                                                              |
| Rév. Dr | Mel Loewen                  | 1966 - 1967 (1 an)   |             |                                                                              |
| Rév. Dr | Ben Hobgood                 | 1967 - 1970 (3 ans)  |             |                                                                              |
| Pr      | Tshibangu Tshishiku         | 1971 - 1981 (10 ans) |             | Recteur plénipotentiaire                                                     |
| Pr      | Koli Elombe                 | 1971 - 1973 (2 ans)  |             | Vice-recteur                                                                 |
| Pr      | Elungu Pene Elungu          | 1973 - 1977 (4 ans)  |             | Vice-recteur                                                                 |
| Pr      | Diawaku dia Nseyila         | 1977 - 1979 (2 ans)  |             | Vice-recteur                                                                 |
| Pr      | Bamwisho Mihia              | 1983 - 1986 (3 ans)  |             |                                                                              |
| Pr      | Mwabila Malela              | 1986 - 1993 (7 ans)  |             |                                                                              |
| Pr      | Lofo Liande                 | 1993 - 1997 (4 ans)  |             |                                                                              |
| Pr      | Lukoba Chabala              | 1997 - 1999 (2 ans)  |             |                                                                              |
| Pr      | Abibi Azapane Mango         | 1999 - 2001 (2 ans)  |             |                                                                              |
| Pr      | Labama Lokwa                | 2001 - 2005 (4 ans)  | Gynécologie | Professeur à la faculté de médecine et de pharmacie (décédé en 2016)         |
| Pr      | Ngbonda Dauly               | 2005 - 2010 (5 ans)  | Pédiatrie   | Professeur à la faculté de médecine et de pharmacie                          |
| Pr      | Faustin Toengaho Lokundo    | 2010 - 2019 (9 ans)  | Politologue | Professeur à la faculté des sciences sociales, administratives et politiques |
| Pr      | Benoît Dedh'a Djailo        | 2019 - 2022 (3ans)   |             | Professeur à la faculté des sciences                                         |
| Pr      | Jean-Faustin Bongilo Boendy | 2022 -               | Philosophe  | Professeur à la faculté des lettres et des sciences humaines                 |